# مرد شنی وارد می‌شود
«مرد شنی وارد می‌شود» (به انگلیسی: Enter Sandman) ترانه‌ای از گروه هوی متال آمریکایی متالیکا است. این اثر قطعه نخست و تک‌آهنگ آغازین پنجمین آلبوم استودیویی آنها به نام متالیکا (۱۹۹۱) است. موسیقی این ترانه به‌دست کرک همت، جیمز هتفیلد و لارس اولریک نوشته شد. متن ترانه توسط هتفیلد (خواننده و ریتم گیتاریست) نوشته شده که مفهومی از کابوس یک کودک است. مرد شنی شخصیتی افسانه‌ای در ادبیات عامیانه غرب وشمال اروپاست که با پاشیدن شن به چشم افراد آن‌ها را به خواب فرو می‌برد.
این تک‌آهنگ به رتبه ۱۶ در جدول بیلبورد هات ۱۰۰ رسید و با فروش بیش از یک میلیون نسخه در ایالات متحده، گواهی پلاتین دریافت کرد. این ترانه در آلبومی قرار دارد که بیش از ۳۰ میلیون نسخه در جهان به فروش رساند و باعث شد متالیکا به شهرت جهانی دست یابد. مجله رولینگ استون «مرد شنی وارد می‌شود» را به عنوان ۴۰۸امین ترانه در فهرست ۵۰۰ ترانهٔ بزرگ تاریخ خود قرار داد و همچنین در فهرست ۱۰۰ ترانهٔ بزرگ متال تاریخ که در مارس ۲۰۲۳ توسط همین مجله منتشر شد، در جایگاه ۳۰ام قرار گرفت.

## موزیک ویدئو
«مرد شنی وارد می‌شود» دومین موزیک ویدئوی متالیکا بود. همچنین اولین موزیک ویدئو از شش موزیک ویدئو ی کارگردانی شده توسط وین ایشام است. این موزیک ویدئو در ۳ ژوئیه ۱۹۹۱ در لس آنجلس ضبط شد.

## دست‌اندرکاران
- جیمز هتفیلد: گیتار، خواننده، تهیه‌کننده
- لارس اولریک: درامز، ساز کوبه‌ای
- کرک همت: گیتار لید
- جیسون نیوستد: بیس

## چارت فروش
| Chart (1991)                          | Peak position |
| ------------------------------------- | ------------- |
| Norway (VG-lista)                     | ۲             |
| Canadian RPM Singles Chart            | ۱۷            |
| Finland (Suomen virallinen lista)     | ۱             |
| جدول‌های موسیقی لهستان                 | ۴             |
| UK Singles Chart                      | ۵             |
| Germany (GfK Entertainment)           | ۹             |
| Italy (FIMI)                          | ۲۰            |
| Australia (جدول‌های ای‌آرآی‌ای)          | ۱۰            |
| Swiss Hitparade                       | ۱۱            |
| Sweden (Sverigetopplistan)            | ۱۴            |
| U.S. Billboard Hot 100                | ۱۶            |
| U.S. Billboard Mainstream Rock Tracks | ۱۰            |
| U.S. Billboard Hot Single Sales       | ۴             |
| U.S. Billboard Digital Songs          |               |